# Metsküla (Alutaguse)
Koordinaten: 59° 11′ N, 27° 14′ O
Metsküla ist ein Dorf (estnisch küla) in der Landgemeinde Alutaguse (bis 2017 Mäetaguse). Es liegt im Kreis Ida-Viru (Ost-Wierland) im Nordosten Estlands.
Das Dorf hat dreizehn Einwohner (Stand 31. Dezember 2011).